# 熱田神宮宝物館
熱田神宮宝物館（あつたじんぐう ほうもつかん）は、愛知県名古屋市熱田区神宮一丁目の熱田神宮境内にある博物館。

## 概要
1966年（昭和41年）5月に竣工し、同年12月に開館。1968年（昭和43年）には博物館法に基づく「歴史博物館」として登録された。熱田神宮は皇室・武家などに加えて一般庶民からも献納された宝物6,000点余を所蔵しており、それらを参拝者に公開することを目的として置かれている。古神宝・刀剣・和鏡・舞楽面・古文書・什器などに貴重なものが多く、2025年（令和7年）1月現在で国宝・重要文化財に28件108点、県指定文化財に47件69点が指定されている。
また、熱田神宮に草薙神剣を奉斎する縁由から、特に刀剣類の所蔵が多く、名刀の宝庫といわれている。2021年（令和3年）10月4日に刀剣類を専門に扱う「剣の宝庫 草薙館」が開館した。
毎月テーマを変えながら行なわれる平常展（熱田神宮宝物展）のほか、特別展・企画展が年に1回ずつ行なわれる。
文化殿2階には神社図書館として「熱田文庫」を構えており、神道・宗教・郷土史などに関する書籍、約30,000冊を所蔵する。なお、館内閲覧のみで外部貸出は行なわれていない。また、付属施設として収容人数400名の講堂や会議室などを備えた「熱田神宮文化殿」を併設しており、各種文化事業の利用に対して貸出を行なっているが、利用は崇敬者に限られる。

## 所蔵品（刀剣）

### 短刀 銘 来国俊 / 正和五年十一月日（国宝）
長さ25.1cm、内反り僅か、鎌倉時代。
来国俊を輩出した来派は、国行を事実上の祖とし、鎌倉中期より粟田口派と共に山城国で活躍した一派である。
年紀より来国俊76歳の作と判り、短刀の名手の名に相応しく地刃の出来に優れ、約700年の時を経ても、その美しさを保っている。
古来「熱田の来国俊」と称せられる。
1911年4月17日に重要文化財に指定され、その後1955年2月2日に国宝に指定された。

### 金銅鶴丸文散兵庫鎖太刀（重要文化財）
総長94.1cm、柄長20.9cm、鎌倉時代。
兵庫鎖太刀は平安末期から鎌倉期にかけて公家や武家の間に盛行したもので、帯執が鎖状になり長覆輪を施した形式をしている。
総金具は金銅魚々子地に松と鶴丸文を高彫りとし、鞘の地板も同文を毛彫りであらわしている。
また、足・柄金物・鐔には鶴丸文を応用した図案が刻まれた華麗な太刀拵となっている。
1904年8月29日に重要文化財に指定された。

### 太刀 銘 国友（重要文化財）
長さ75.8cm、反り2.2cm、鎌倉時代。
国友は山城国粟田口派の刀工、6人兄弟の長兄で藤林と称し、後鳥羽上皇の御番鍛冶に召されたと伝えられている。
在銘の確実なものは、本作の他に僅か二口を数えるのみ。
資料価値に加え、優美である姿はまさに古京物の名作といえる。
1912年2月8日に重要文化財に指定された。

### 短刀 銘 国光 / 徳治三年（以下切）（重要文化財）
長さ28.0cm、内反り、鎌倉時代。
新藤五国光は、京の吉光と共に短刀の名手として崇められていた。
門下に行光・正宗・則重等の名工を育成したとされる。
作風は一見、粟田口風だが、品格ある地景・金筋をよく表し、沸の妙味と強さを加えた点に粟田口との違いがある。
本口は一般的な短刀よりも大振りであるが、地景・金筋がよく働き、国光の特色がよく示されている。
1921年4月30日に重要文化財に指定された。

### 脇差 銘 長谷部国信（重要文化財）
長さ40.8cm、反り0.8cm、南北朝時代。
長谷部派は、信国派と共に南北朝期の山城国を代表する一派である。
この脇差は、国信が当神宮に参籠して鍛え奉納したものと伝えられている。
古来「熱田国信」と呼ばれ、作風堂々として威厳があり、皆焼の刃文を構成する長谷部派の特色がよく示されている。
1911年4月17日に重要文化財に指定された。

### 脇差 銘（葵紋）奉納尾州熱田大明神 / 両御所様被召出於武州江戸御剣作御紋康之字被下罷上刻籠越前康継（重要文化財）
長さ35.2cm、反り0.6cm、江戸時代。
初代康継は、新刀期を代表する刀工の1人である。
この脇差は、康継が徳川家康・秀忠の両御所に召し出されて作刀された。
「家康より、“康”の字を賜わり、葵紋を切ることを許された」との履歴を茎に刻し、康継自ら当神宮に籠り奉納したもの。
優れた出来に加え、銘文の資料価値高い一振である。
1930年5月23日に重要文化財に指定された。

## 利用案内

### 宝物館
- 開館時間：9時から16時30分まで（入館は16時まで）[3]
- 休館日：毎月最終木曜日とその前日、12月25日から31日まで[3]
- 拝観料：大人500円（400円）、子供200円（100円）[3]

※ カッコ内は20名以上の団体割引料金。特別展・企画展の際は別料金。

### 剣の宝庫 草薙館
- 開館時間：9時から16時30分まで（入館は16時まで）[5]
- 休館日：毎月最終木曜日の前々日、12月25日から31日まで[14]
- 拝観料：大人500円（400円）、子供200円（100円）[5]
- 宝物館との共通券拝観料：大人800円（700円）、小中生300円（200円）[5]

※ カッコ内は20名以上の団体割引料金。宝物館の特別展・企画展の際は別料金。

### 熱田文庫
- 閲覧時間：9時から16時まで（図書の請求は15時30分まで）[6]
- 休館日：毎月最終水曜日とその翌日、6月5日（熱田祭の日）、11月の祝日・土・日曜（七五三詣の期間）、年末年始[6]

## アクセス

### 鉄道
- 名鉄名古屋本線・常滑線
  - 神宮前駅 西口から徒歩で約7分。
- 名古屋市営地下鉄名城線
  - 熱田神宮西駅 2番出入口から徒歩で約7分。
  - 熱田神宮伝馬町駅 1番出入口から徒歩で約9分。
- JR東海道本線
  - 熱田駅 改札口から徒歩で約19分。

#### バス
- 名古屋市営バス
年末年始など臨停留所に変更あり。
  - 神宮東門 5番停留所から徒歩で約6分。3番停留所から徒歩で約7分。
    - 路線：幹神宮1、幹神宮2、栄21、金山19、神宮12、神宮15、神宮16、熱田巡回、南巡回

  - 熱田伝馬町 6番停留所から徒歩で約8分。7番停留所から徒歩で約9分。
    - 路線：幹神宮1、幹神宮2、栄21、金山19、神宮12、神宮15、神宮16、熱田巡回、南巡回

  - 熱田駅西 1番、2番、3番停留所から徒歩で約10分。
    - 路線：金山25、熱田巡回

  - 熱田区役所 1番、2番、3番停留所から徒歩で約10分。
    - 路線：幹神宮1、幹神宮2、栄21、金山19、熱田巡回

  - 名鉄神宮前 1番停留所から徒歩で約10分。
    - 路線：名駅18、神宮11
- 熱田巡回バス (AJB)[15] イオンモール熱田無料シャトルバス[16]
  - 神宮前 1番停留所から徒歩で約10分。

### 車
東門駐車場（約300台）、南門駐車場（約60台）、西門駐車場（約40台）有。※年始時期は駐車不可。
- 国道1号
- 国道19号（伏見通）
- 愛知県道226号（大津通）